# 巴度
巴度（法語：Alexis Badel；1989年12月5日—），是法國騎師。2020/2021年度馬季開始，他轉戰香港作長期發展。

## 簡歷
巴度是法國籍騎師，於2006年在法國展開策騎生涯。巴度從騎以來成績優異，他在2007年馬季便憑勝出60場頭馬榮膺法國冠軍見習騎師殊榮，更打入法國騎師榜十大位置。2015年馬季，巴度獲委任為法國大馬主阿加汗的副帥，該季他合共勝出104場頭馬，位列法國騎師榜第7位。
巴度在世界各地，包括法國、意大利、香港等地均錄得頭馬紀錄。他在法國更勝出了多項大賽，當中在2013年10月20日憑策騎Norse King攻下二級賽巴黎市議會大賽，贏得其從騎以來首項級制賽錦標。2018年8月19日，巴度於多維爾馬場憑策騎Nonza攻下一級賽尚羅萬尼錦標，初嚐一級賽勝果。

## 在港主要策騎事跡
巴度的騎功出色硬朗且鬥志良好，在港得到不少練馬師的支持。2016年起，他多次在港作客串策騎，其間取得了不俗的成績。

### 2016/2017年度馬季
2016年11月30日，香港賽馬會因應短期內有多位騎師停賽及墮馬受傷，為防人手不足，於是決定發牌予巴度，准許他由2016年12月11日至2017年1月31日來港作客串策騎。
2017年1月20日，巴度再獲香港賽馬會牌照委員會延續其客串期至2017年2月26日。 
2016年12月11日，巴度首度在港上陣，並於沙田馬場獲安排策騎「醒蹄飛」及「文藝學家」兩匹坐騎。
2016年12月27日，巴度於沙田馬場第九場賽事憑策騎沈集成馬房的「超有利」獲勝，贏得在港首場頭馬。

### 2017/2018年度馬季
2017年10月13日，巴度再獲香港賽馬會牌照委員會發出馬會騎師牌照，有效期由2017年11月1日至2018年1月31日。
2018年1月16日，巴度獲香港賽馬會牌照委員會延長其馬會騎師牌照，有效期由2018年2月1日至2018年2月18日。 巴度在是次短短數月客串期中，合共贏得14場頭馬，因此獲得不少不俗的評價。

### 2018/2019年度馬季
2018年11月，巴度在法國馬季完結後，再度以馬會騎師身份來港作數月客串策騎，有效期由2018年11月1日起至2019年2月17日。
2018年11月25日，巴度於沙田馬場憑策騎羅富全馬房的「精明才子」攻下第一班賽事其士盃，首度在港勝出第一班賽事。 
2019年1月9日，巴度於跑馬地馬場第六場賽事再度憑策騎羅富全馬房的「精明才子」取勝，攻下國際三級賽一月盃，個人首度在港勝出級制賽。不過，巴度在勝出賽事後卻出現了驚險鏡頭，其座騎於率先衝過終點後看似踏空，因而將他拋下。雖然其他對手隨即先後衝過終點，可幸巴度很快便能站起來，更可自行步往凱旋門。巴度賽後接受訪問表示腿部有點僵硬，令他未能在當晚餘下賽事中上陣。巴度其後亦接受了馬會首席醫療主任進一步檢查，掃描結果顯示，他的左手手腕有一處輕微骨裂，令他不適宜履行其後在沙田賽事的策騎聘約。至於「精明才子」在賽後經過獸醫進一步檢查後，亦沒有發現有明顯異常之處。 

### 2019/2020年度馬季
2019年9月10日，巴度獲香港賽馬會牌照委員會發出馬會騎師牌照，准許他由2019年11月1日至2020年2月28日期間在港上陣。巴度於該季表現不俗，獲不少練馬師提供實力坐騎，尤其與新任練馬師韋達合作無間，兩人合作共贏得9場頭馬。最終巴度於該季累積26場頭馬，是他在港客串四季以來贏得最多頭馬的一季。

### 2020/2021年度馬季
2020年6月5日，巴度獲香港賽馬會牌照委員會發出2020/2021年度馬季全季馬會騎師牌照，令他得以首度在港作長期發展。不過，他牌照改為於2021年6月26日結束。巴度預料於8月10日抵港，並在完成強制隔離後，於8月24日開始進行晨操。
2020年10月7日，巴度於跑馬地馬場憑策騎沈集成馬房的「帝豪大師」勝出，同時他在其餘場次亦分別策騎五駒分別跑入一席位置，最終他全日累積38分，在港首度封騎師王。
2020年11月14日，巴度於沙田馬場大發神威，他先後憑策騎「雄龍」、「南莊之歌」及「平海掌星」勝出豪取三捷，繼2020年2月2日後再度單日三捷，並以40分封騎師王。
2020-2021年度馬季，巴度在港交出不俗成績，截止11月25日他累積勝出17場頭馬，位列騎師榜第五位，首度代表香港出戰國際騎師錦標賽。
2021年1月1日，巴度於沙田馬場第三場賽事憑策騎方嘉柏馬房的「帖木兒」取勝，攻下國際三級賽洋紫荊短途錦標。
2021年1月24日，巴度憑策騎羅富全馬房的「健康愉快」攻下四歲經典系列賽香港經典盃，贏得他來港發展以來首項四歲經典系列賽。
2021年3月31日，巴度於沙田馬場憑策騎文家良馬房的「駿皇星」，勝出個人在港發展以來的第100場頭馬。
2021年4月25日，巴度於沙田馬場憑策騎高伯新馬房的「福逸」出戰一級賽主席短途獎，座騎於他胯下末段衝刺強勁，最終以一個半馬位之先擊敗亞軍「錶之智能」，攻下在港首項一級賽錦標。
2021年6月6日，巴度於沙田馬場策騎文家良馬房的「機緣巧俠」期間疑末段垂手而引起小組質疑，被裁定違反香港賽馬會賽事規例第99(2)及(6)條，因涉及未有於整場賽事中採取一切合理而又可容許的措施，確保給予坐騎十足爭勝機會，或取得最佳名次，結果他被香港賽馬會競賽董事小組判罰停賽五個香港賽馬日，由6月27日開始停賽至季尾，此外，巴度被罰款24萬元，以代替停賽多四個賽馬日（合共九個香港賽馬日）。然而馬季於七月十四日煞科，故六月二十六日為他季內最後一次策騎。

### 2021/2022年度馬季
2021/2022年度馬季，巴度夥拍高伯新馬房的短途精英「福逸」合作無間，先後攻下女皇銀禧紀念盃及蟬聯主席短途獎兩項一級賽，當中他在2022年4月24日勝出主席短途獎一仗更為他帶來在港發展以來的第150場頭馬。除了一級賽勝仗外，他夥拍「福逸」亦於季內勝出二級賽短途錦標，成績驕人。此外，巴度在此季先後勝出國慶盃、婦女銀袋賽 、華商會挑戰盃、沙田銀瓶及精英碟合共八項級制賽錦標，成為本季攻下最多級制賽的騎師。

### 2022/2023年度馬季

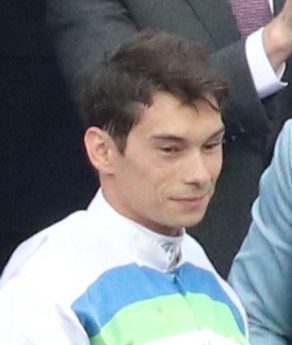
2023年3月19日，巴度策騎「遨遊氣泡」勝出香港打吡大賽2023

2022年10月23日，巴度策騎高伯新馬房的「福逸」負135重磅出戰，最終仍能後發先至以一個馬位之先勝出二級賽精英碗，奪得季內首項級制賽錦標。
2022年11月20日，巴度於沙田馬場第九場二班1200米策騎蔡約翰馬房的「勝得威風」於最後直路五十米處看似取勝之際，被坐騎突然失蹄拋下墮馬，幸無受嚴重創傷。不過，「勝得威風」則不幸折足，創傷嚴重而需要被人道毀滅。是次意外令巴度腳踝及膊頭受傷，預料需養傷休賽一個月。
2023年3月19日，巴度於沙田馬場策騎姚本輝馬房的「遨遊氣泡」出戰香港打吡大賽，座騎受制於排14檔起步，導致巴度需要一改跑法，在賽事期間一度把「遨遊氣泡」居於包尾位置。至對面直路階段，他逐步將座騎上前，最終以短馬頭位之差力拒在內欄竄上的「自勝者強」，個人首度勝出此項最高殊榮的四歲系列經典賽香港打吡大賽，同時亦替練馬師姚本輝首度揚威此項大賽。
2023年7月9日，巴度於沙田馬場憑策騎羅富全馬房的「順勢而飛」，勝出個人在港發展以來的第200場頭馬。

## 主要勝出賽事
香港
- 主席短途獎 - (2) - 福逸 (2021、2022)

- 女皇銀禧紀念盃 - (1) - 福逸 (2022)

- 短途錦標 - (1) - 福逸 (2022)

- 精英碗 - (1) - 福逸 (2022)

- 一月盃 - (2) - 精明才子 (2019)、越駿歡欣 (2024)

- 洋紫荊短途錦標 - (1) - 帖木兒 (2021)

- 國慶盃 - (2) - 聚才 (2021)、美麗第一 (2024)

- 婦女銀袋賽 - (1) - 飛輪閃耀 (2021)

- 華商會挑戰盃 - (1) - 健康愉快 (2022)

- 沙田銀瓶 - (1) - 蟲草成名 (2022)

- 精英碟 - (1) - 飛輪閃耀 (2022)

- 慶典盃 - (1) - 健康愉快 (2023)

- 香港經典盃 - (1) - 健康愉快 (2021)

- 香港打吡大賽 - (1) - 遨遊氣泡 (2023)

- 其士盃 - (1) - 精明才子 (2018)

- 跑馬地錦標 - (1) - 有理共想 (2019)

- 香港特區行政長官盃 - (1) - 最合拍 (2020)

- 賀年盃 - (2) - 最合拍 (2020)、超好日子 (2022)

- 港澳盃 - (1) - 紅運帝王 (2023)

- 施偉賢盃  - (1) - 順勢而飛 (2023)

- 六福珠寶盃 - (2) - 大眾精英 (2017)、最合拍 (2019)

 法國
- 尚羅萬尼錦標（英语：Prix Jean Romanet） - (1) - Nonza (2018)

- 巴黎市議會大賽（英语：Prix du Conseil de Paris） -  (1) - Norse King (2013)

- 多維爾大賽（英语：Grand Prix de Deauville） - (1) - 甜酒女王 (2014)

- 邁松拉菲特準則大賽（英语：Critérium de Maisons-Laffitte） - (1) - 浪子凱曲 (2015)

- 拜倫錦標（英语：Prix Gontaut-Biron） - (2) - 甜酒女王 (2014)、Bello Matteo (2015)

- 空中錦標（英语：Prix Fille de l'Air） - (2) - Gaga A (2014)、Taniya (2015)

- 埃克斯百里錦標（英语：Prix Exbury） - (2) - Norse King (2014)、乘夢來 (2020)

- 米羅夫錦標（英语：Prix Minerve） - (1) - 加大利亞 (2015)

- 盃賽（英语：La Coupe） - (1) - Bello Matteo (2015)

- 迷人夜色錦標（英语：Prix Belle de Nuit） - (1) - Diamonds Pour Moi (2016)

- 邁松拉菲特盃（英语：La Coupe de Maisons-Laffitte） - (2) - Banzari (2016)、尚合金龍 (2018)

- 包添錦標 - (1) -  Pure Zen (2018) [22]

- 瓦茲省塞納河錦標（英语：Prix de Seine-et-Oise） - (1) - Trois Mille (2019)

- 苗圃錦標 - (2) - Claire Et Bleu (2008)、Nonza (2018) [23] [24]

- 海都市錦標 - (1) - Brasileira (2012) [25]

- 斯卡拉穆許錦標 - (1) - Norse King (2013) [26]

- 邦塔美錦標 - (1) - 太皇鷹 (2014) [27]

- 馬法蘭錦標 - (2) - Premium Champion (2014)、狠角色 (2015)[28][29]

- 莫理斯加利錦標 - (1) - Piment Rouge (2015) [30]

- 芬蘭錦標 - (1) - Akatea (2015) [31]

- 馬德里之門錦標 - (1) - Norse King (2016) [32]

- 蕭柏錦標 - (1) - Haggle (2017) [33]

- 莫斯科錦標 - (1) - Canessar (2017)[34]

- 朗格多克打吡 - (1) - Sirrin (2017)[35]

- 紹博錦標 - (1) - Sirrin  (2017) [36]

- 傑克巴蒙錦標 - (1) - Lbretha (2017) [37]

- 蒂貝維爾錦標 - (1) - Sarigan (2017) [38]

- 里昂錦標 - (2) - Tilly's Chilli (2018)、Villa Rosa (2019) [39] [40]

- 克爾方丹錦標 - (1) - Surrey Thunder (2019) [41]

- 巴妮絲大賽 - (1) - Singstreet (2019) [42]

- 黃金商人錦標 - (1) - Alocasia (2020) [43]

- 聖柏德烈錦標 - (1) - Restiany (2020)[44]

 意大利
- 德斯奧錦標（英语：Premio Federico Tesio） - (1) - Night Music (2018)

- 愛蓮娜及古文利錦標（英语：Premio Elena e Sergio Cumani）- (1) - Binti Al Nar (2018)

## 成就
- 法國冠軍見習騎師 - (1) - (2007年)
- 國際騎師錦標賽季軍 - (1) - (2020年)

## 在港策騎成績
| 年度        | 冠  | 亞  | 季  | 殿  | 第五 | 出賽次數 | 所贏獎金（港元） | 備註                               |
| ----------- | --- | --- | --- | --- | ---- | -------- | ---------------- | ---------------------------------- |
| 2016 - 2017 | 7   | 8   | 8   | 12  | 11   | 117      | $ 10,906,625     | 客串策騎 (由2016年12月至2017年2月) |
| 2017 - 2018 | 14  | 16  | 19  | 16  | 22   | 205      | $ 19,088,700     | 客串策騎 (由2017年11月至2018年2月) |
| 2018 - 2019 | 10  | 18  | 9   | 16  | 18   | 168      | $ 20,770,150     | 客串策騎 (由2018年11月至2019年2月) |
| 2019 - 2020 | 26  | 23  | 21  | 23  | 16   | 254      | $ 33,166,407.50  | 客串策騎 (由2019年11月至2020年3月) |
| 2020 - 2021 | 58  | 68  | 62  | 58  | 48   | 622      | $ 101,920,750    | 策騎首季                           |
| 2021 - 2022 | 50  | 57  | 55  | 63  | 60   | 611      | $ 117,173,710    | 第2季                              |
| 2022 - 2023 | 35  | 47  | 43  | 39  | 43   | 517      | $ 89,593,175     | 第3季                              |
| 2023 - 2024 | 43  | 47  | 57  | 48  | 61   | 584      | $ 93,416,150     | 第4季                              |
| 2024 - 2025 | 31  | 51  | 34  | 54  | 52   | 519      | $ 67,345,700     | 第5季                              |
| 總計        | 274 | 335 | 308 | 329 | 331  | 3,597    |                  |                                    |

## 在港策騎資料
|                | 日期           | 賽事                                      | 場地 | 馬場       | 馬名     | 練馬師   | 名次 | 獨贏賠率 |
| -------------- | -------------- | ----------------------------------------- | ---- | ---------- | -------- | -------- | ---- | -------- |
| 初出賽         | 2016年12月11日 | 第二班 - 1200米                           | 草地 | 沙田馬場   | 醒蹄飛   | 蘇偉賢   | 4    | 36       |
| 首勝利         | 2016年12月27日 | 第二班 - 2000米                           | 草地 | 沙田馬場   | 超有利   | 沈集成   | 1    | 25       |
| 級際賽初出賽   | 2017年1月1日   | 三級賽 - 1400米（華商會挑戰盃）           | 草地 | 沙田馬場   | 飛來猛   | 約翰摩亞 | 2    | 16       |
| 級際賽首勝利   | 2019年1月9日   | 三級賽 - 1800米（一月盃）                 | 草地 | 跑馬地馬場 | 精明才子 | 羅富全   | 1    | 5.2      |
| 一級賽初出賽   | 2018年1月28日  | 一級賽 - 1600米（董事盃）                 | 草地 | 沙田馬場   | 永旺年年 | 沈集成   | 4    | 40       |
| 一級賽首勝利   | 2021年4月25日  | 一級賽 - 1200米（主席短途獎）             | 草地 | 沙田馬場   | 福逸     | 高伯新   | 1    | 3.9      |
| 四歲系列初出賽 | 2017年1月22日  | 四歲系列經典賽 - 1600米（香港經典一哩賽） | 草地 | 沙田馬場   | 喜蓮彩星 | 約翰摩亞 | 9    | 65       |
| 四歲系列首勝利 | 2021年2月21日  | 四歲系列經典賽 - 1800米（香港經典盃）     | 草地 | 沙田馬場   | 健康愉快 | 羅富全   | 1    | 22       |